# Palacio de Charlottenburg
El palacio de Charlottenburg (del alemán: Schloss Charlottenburg) es una antigua residencia real prusiana situada en el distrito de Charlottenberg-Wilmersdorf en Berlín.
El palacio fue edificado a finales del siglo XVII como pequeña residencia campestre de la electora Sofía Carlota de Hannover, de la cual tomaría el nombre tras su muerte en 1705. Su esposo, Federico I, lo convertiría luego en un gran edificio barroco rodeado de un jardín a la francesa. En las siguientes décadas, los reyes Federico II y Federico Guillermo II lo expandirían con nuevas alas, pero el grueso de las transformaciones se concentró en los interiores. A finales del siglo XIX dejó de ser residencia habitual de los Hohenzollern. Convertido en museo tras la caída de la monarquía en 1918, fue gravemente dañado por los bombardeos aliados durante la Segunda Guerra Mundial. No obstante, gracias a la labor de la historiadora Margarete Kühn el edificio fue restaurado en las décadas posteriores. Actualmente es uno de los palacios prusianos más emblemáticos, además de atesorar varias colecciones provenientes de otras residencias reales desaparecidas.

## Historia

### La construcción del palacio barroco
El castillo fue levantado entre 1695 y 1699 por el arquitecto Johann Arnold Nering, por encargo de la electora Sofía Carlota de Hannover, esposa del príncipe elector Federico III (desde 1701 rey Federico I de Prusia). El pequeño pabellón de recreo, diseñado imitando los palacetes holandeses, se edificó en la afueras del pueblo de Lietzow, situado a unos siete kilómetros al oeste de Berlín. Dada su ubicación, el palacete recibió el nombre de Lietzenburg, y justo al norte del mismo se plantó un jardín a la francesa. En la pequeña villa de recreo, la electora dedicaba su tiempo a la música, las fiestas y los paseos y a tertulias con eruditos como Leibniz.

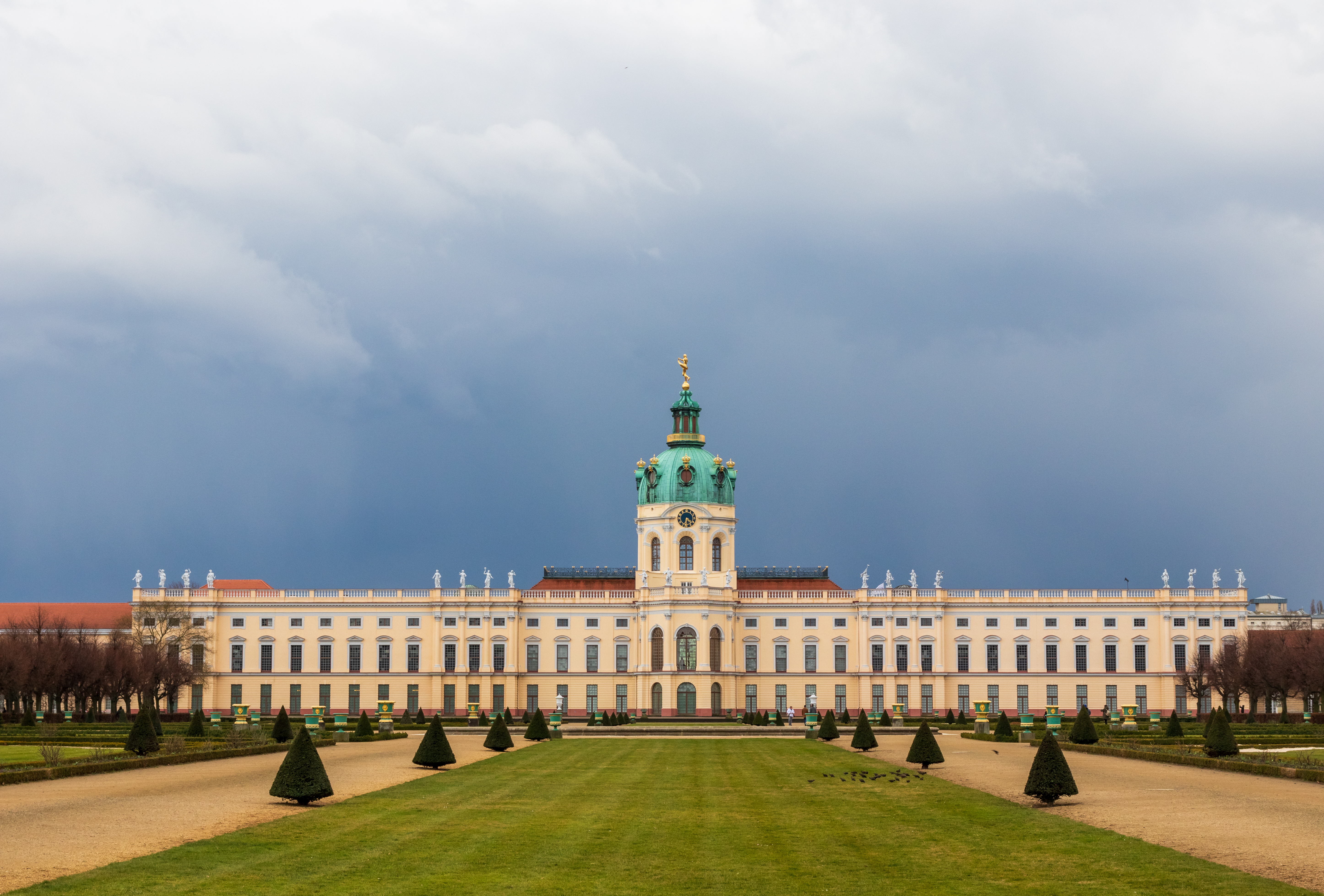
La fachada hacia el jardín del castillo.

El palacete primitivo apenas duró cinco años, pues en 1701, después de la coronación de Federico y Sofía Carlota como reyes de Prusia, se decidió convertir el edificio en una gran residencia de verano siguiendo el modelo versallesco. El sueco Johan Friedrich Eosander von Göthe fue el responsable de llevar a cabo la ampliación, añadiendo una cour d'honneur de entrada cerrada por una verja y flanqueada por un ala destinada a los gentilhombres y otra a las cocinas. Cara al jardín se creó una larga enfilada para los aposentos regios, que dio como resultado la monumental fachada de 139 metros de largo. Sofía Carlota nunca vio el edificio terminado, pues murió de forma inesperada en 1705. En su honor, su marido decidió renombrar el palacio como Charlottenburg, asimismo el pequeño pueblecito recibió el mismo nombre y fue elevado al rango de ciudad. En 1712 la construcción del palacio terminó con la cubrición de la torre central y la cúpula.

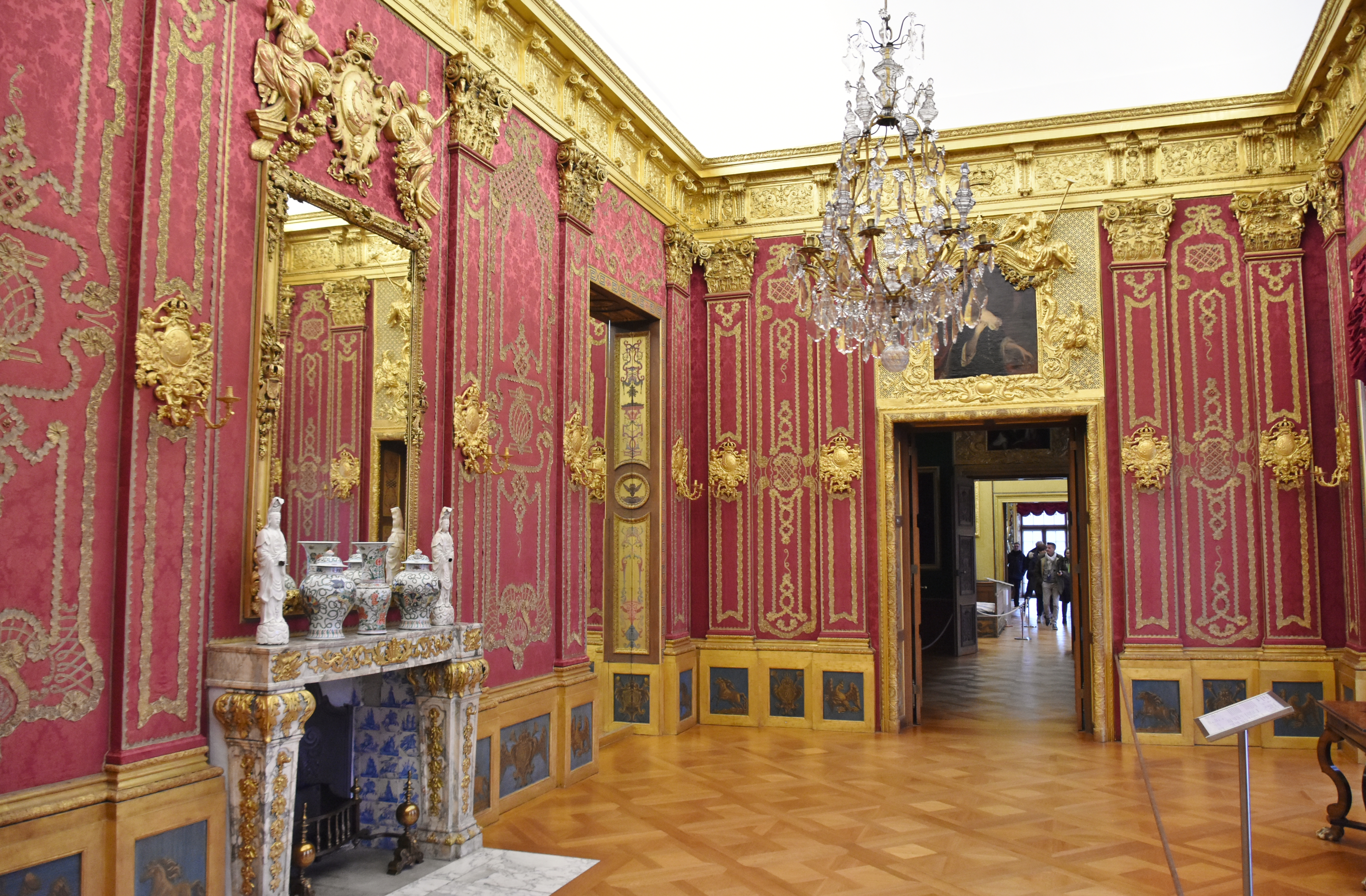
La sala de audiencias del rey Federico I.

#### El Gabinete de Ámbar
En la historia del castillo está la génesis del célebre Bernsteinzimmer (Gabinete de Ámbar), un lujoso conjunto de revestimientos de ámbar que debían decorar la sala de audiencia de Sofía Carlota en el palacio. Aunque tradicionalmente se ha atribuido su diseño al arquitecto y escultor Andreas Schlüter, actualmente se considera que fue obra de su máximo rival, el arquitecto de Charlottenburg, Johan Friedrich Eosander von Göthe. La obra la llevaron a cabo a partir de 1701 Gottfried Wolffram, Gottfried Thurau y Ernst Schacht en los prestigiosos talleres de Danzig, en la Prusia Real.
Sin embargo, los revestimientos nunca se llegaron a instalar en Charlottenburg. En 1709, a raíz de su boda con Sofía Luisa de Mecklemburgo-Schwerin, Federico I decidió redecorar la sala de audiencias con damasco carmesí y mandarlos a su palacio de Oranienburg, y luego almacenarlos en Berlín. Tal cambio de planes también pudo ser consecuencia de la disputa sobre los emolumentos que estalló en 1706 entre Eosander von Göthe y el artesano danés Gottfried Wolffram, lo que obligó a encargar la finalización de los revestimientos de ámbar a los danzigueses Ernst Schacht y Gottfried Turow. Finalmente en 1713, Federico Guillermo I los instaló en el castillo de Berlín, donde permanecieron hasta 1716 cuando los regaló al zar Pedro I.

### ElsigloXVIII

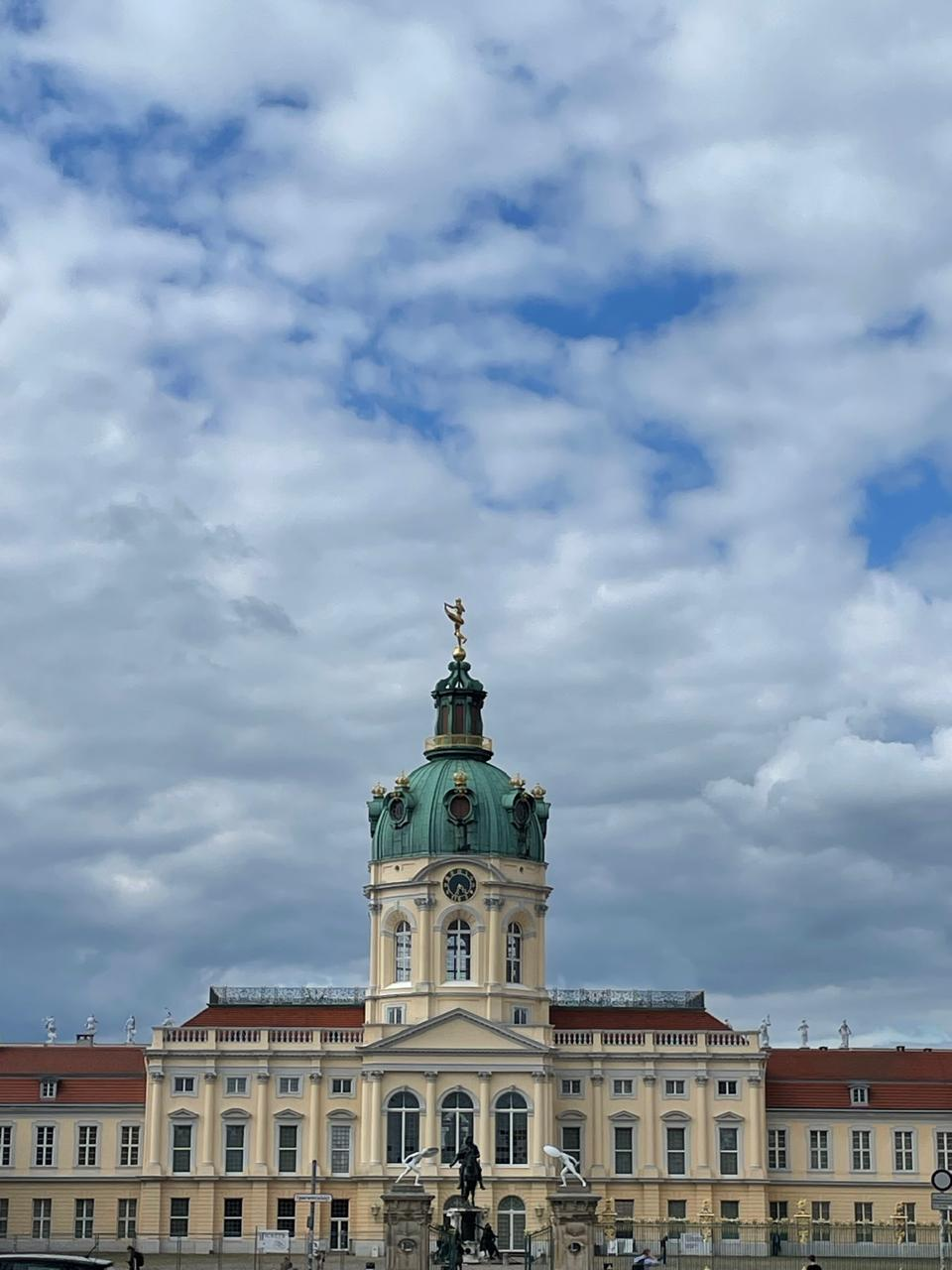
Charlottenburg, 2024

El reinado de Federico Guillermo I (1713-1740), poco interesado en las artes y la pompa cortesana, trajo consigo la cancelación de los trabajos de decoración interiores, no obstante el castillo fue bien mantenido y usado para celebraciones familiares y grandes recepciones como la visita del rey Augusto II de Polonia en 1728.
La llegada de Federico II (1740-1786) al trono supuso un nuevo impulso para el palacio. En 1743 encargó al arquitecto real Georg Wenzeslaus von Knobelsdorff la ampliación del edificio al este con la Neuer Flügel (Ala Nueva) de 153 metro de largo y destinada a contener los aposentos del monarca. También el parterre del jardín fue restaurado y embellecido. No obstante, a partir de 1747 el interés de Federico II por el palacio decayó en favor de Sanssouci. Desde entonces solo lo visitaría esporádicamente en mayo y agosto, cuando tenía que asistir a maniobras militares en Berlín o a celebraciones familiares.

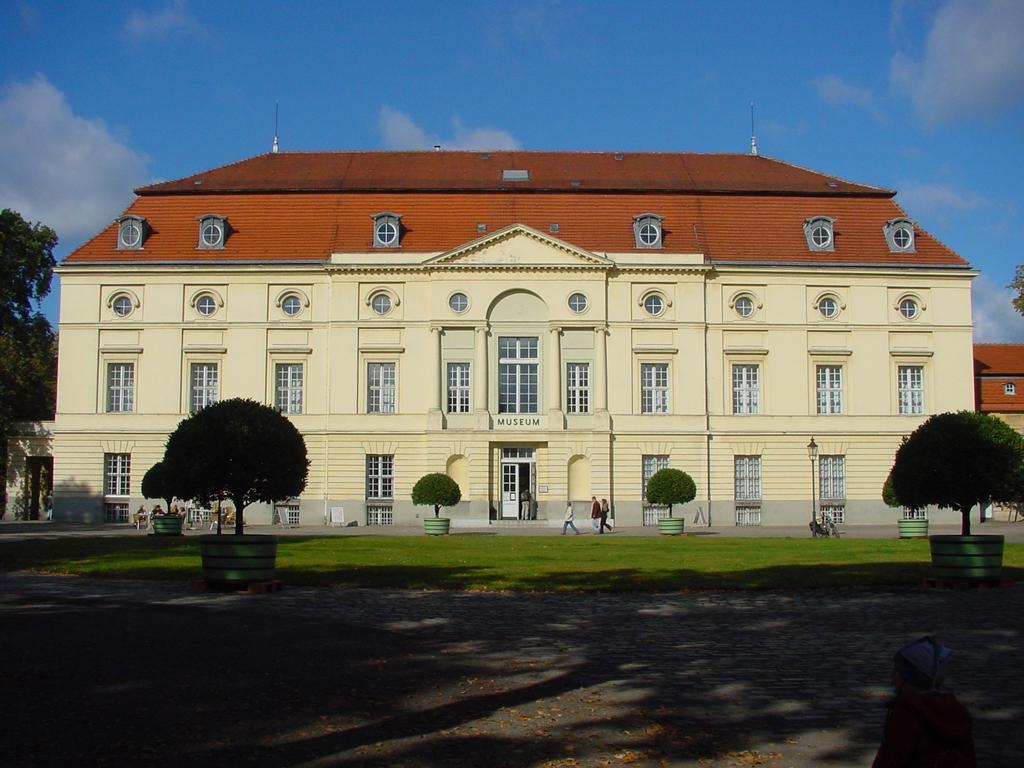
El Schlosstheater, del que solo se conservan las fachadas.

El corto reinado de Federico Guillermo II (1786-1797) supuso el último añadido arquitectónico para el palacio, el exquisito Schlosstheater (Teatro del Castillo) fue edificado en estilo neoclásico por Carl Gotthard Langhans. El teatro del castillo jugó un papel importante en la historia teatral alemana, y desde 1795 se representaron en su escenario obras de Goethe y Lessing. El monarca también mandó crear suntuosos aposentos en estilo neoclásico, etrusco y chinesco en la Neuer Flügel. En la planta baja cara norte instaló sus aposentos de verano y en el primer piso cara sur los de invierno. No obstante falleció antes de verlos terminados.

### ElsigloXIX
El rey Federico Guillermo III (1797-1840) y su familia usaron extensamente el palacio. La pareja real se instaló en los inacabados aposentos de Federico Guillermo II, la reina Luise en el primer piso y el rey en la planta baja. En Charlottenburg la familia real solía llevar un agradable vida burguesa durante los meses de verano, alternando con estancias en el castillo de Paretz. Solo la invasión francesa (1806-1808) y el temprano fallecimiento de la reina (1810) vino a alterar el idilio familiar. Entre 1824 y 1825, en el extremo este del castillo, Schinkel edificó el Neuer Pavillon (Pabellón Nuevo), como retiro para el monarca y su esposa morganática la princesa de Liegnitz. El pequeño pabellón imitaba las villas napolitanas que Federico Guillermo III había visto durante su viaje a Italia en 1822.

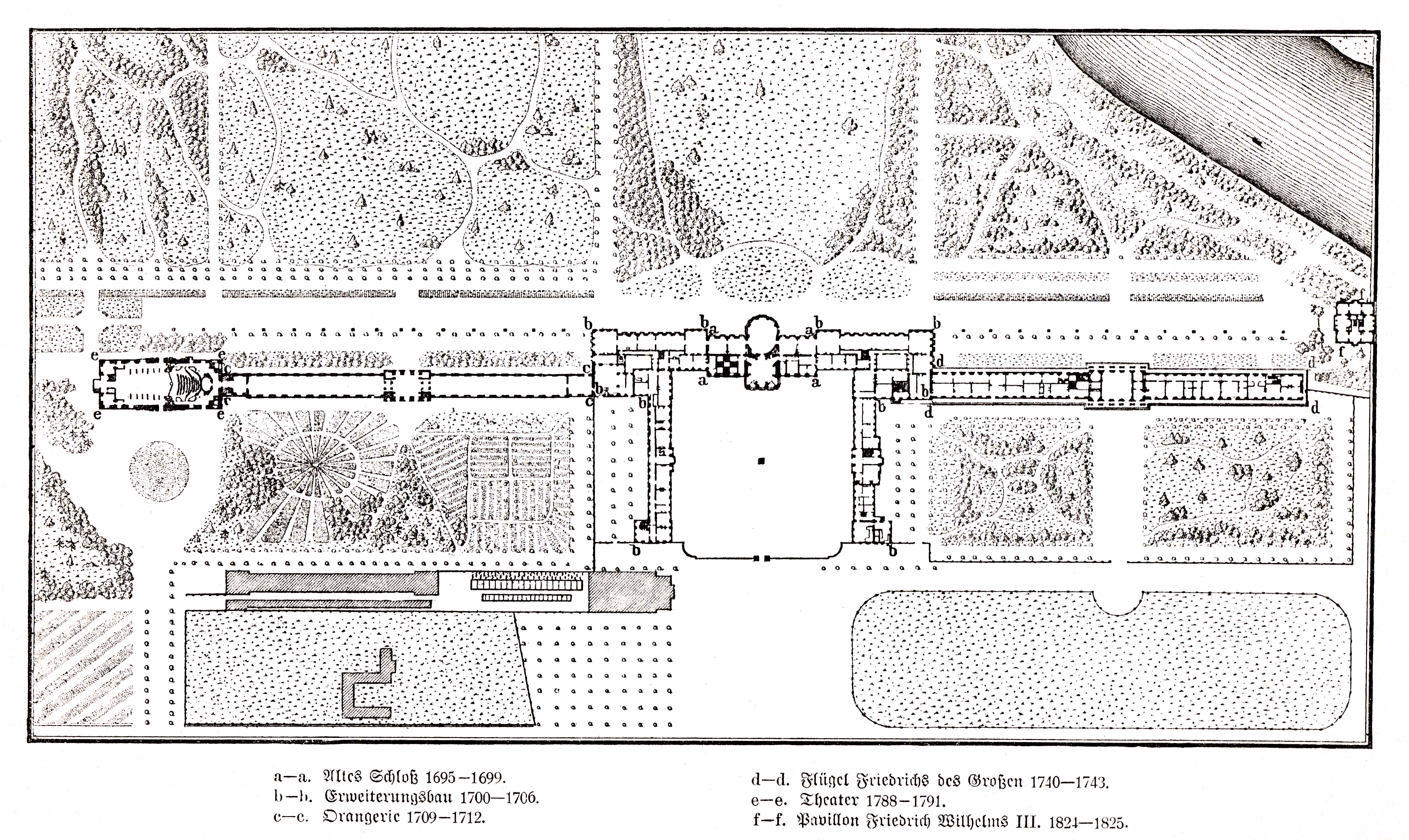
La planta del castillo de Charlottenburg a inicios del, de izquierda a derecha: el Schlosstheater, el ala de la orangerie, el antiguo castillo barroco y la cour d'honneur, la Neuer Flügel y el Neuer Pavillon en el borde derecho.

Federico Guillermo IV (1840-1861) fue el primer soberano desde época de Federico II en no habitar la Neuer Flügel y preferir el viejo palacio barroco (el ala central). A tal efecto creó unos aposentos para él y su esposa Isabel Luisa de Baviera en el primer piso que fueron decorados en un estilo claramente historicista. A partir de la Revolución de 1848, la pareja real no volvió a residir en Berlín, prefiriendo pasar los inviernos en Charlottenburg. El futuro canciller Bismarck afirmó que la apacible vida del monarca en Charlottenburg era más propia de "un gran terrateniente en el campo".
El primer emperador alemán Guillermo I no utilizó Charlottenburg, y su hijo Federico III fue el último en habitarlo brevemente unos meses antes de trasladarse al Neues Palais de Potsdam donde falleció en junio de 1888. Desde entonces el palacio quedó destinado a miembros secundarios de la familia y a huéspedes ilustres.

### ElsigloXX
Tras la caída de la monarquía en 1918, el palacio pasó a manos del estado prusiano y en 1927 se abrió regularmente como museo. Tras ser muy seriamente dañado por los bombardeos aliados durante la Segunda Guerra Mundial, en 1945 se inició una lenta labor de reconstrucción y restauración impulsada por la historiadora Margarete Kühn que se opuso firmemente al derribo del edificio como ocurrió con el Castillo de Berlín.

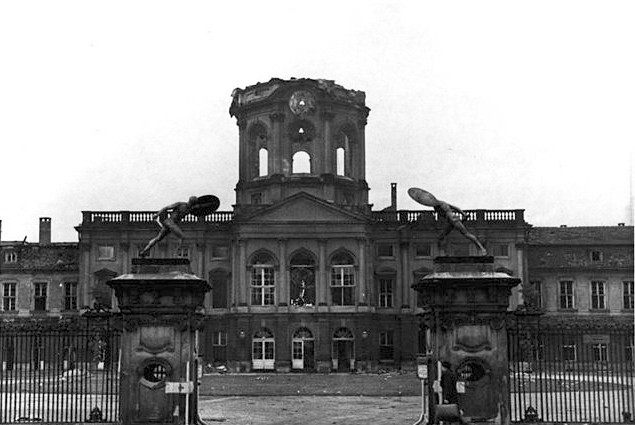
El Castillo de Charlottenburg, destruido en 1943.

Actualmente el palacio expone no solo sus muebles y colecciones artísticas (destacando la colección más importante de pintura francesa del siglo XVIII fuera de Francia), sino también otras provenientes de palacios reales prusianos destruidos en el siglo XX. La colección de porcelana KPM del Estado de Berlín se expone en el Belvedere del jardín y el antiguo Schlosstheater albergó el Museo de la Prehistoria hasta 2009. 
De 2004 hasta principios de 2006 Charlottenburg alojó de manera provisional el presidente de la República mientras se restauraba el palacio de Bellevue.

## El jardín real

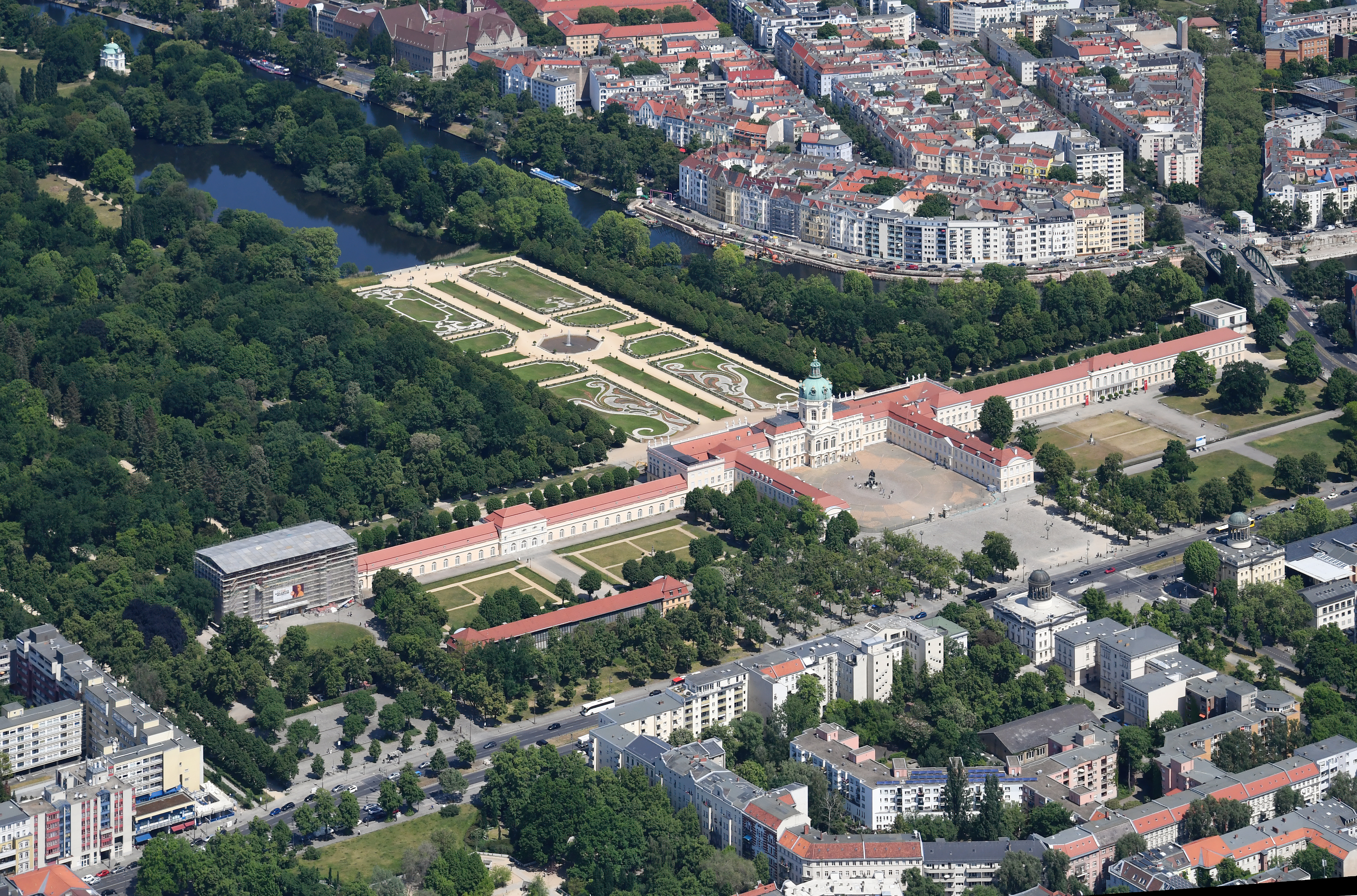
Vista aérea de los jardines del palacio de Charlottenburg.

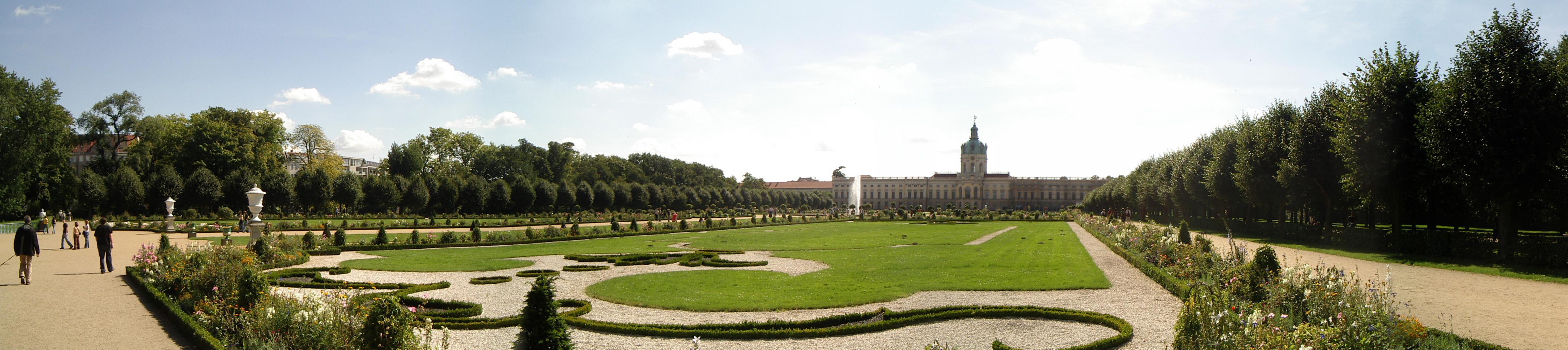
Los jardines del palacio de Charlottenburg.

El jardín se empezó a diseñar y elaborar a partir de 1697 por Simeón Godeau en el estilo francés barroco y se continuó en 1788, convirtiéndolo en un jardín inglés de paisajes. Se creó un paisaje artificial y hubo gran cantidad de propuestas (entre ellas planos de Johann August Eyserbeck, Georg Steiners y Peter Joseph Lennés), de las cuales muchas no pasaron a más.

Primero se plantó en el patio interior un césped y varias flores y plantas. Las orillas de una laguna se realizaron de manera recta, manteniendo siempre un estilo geométrico que determina todas las instalaciones.

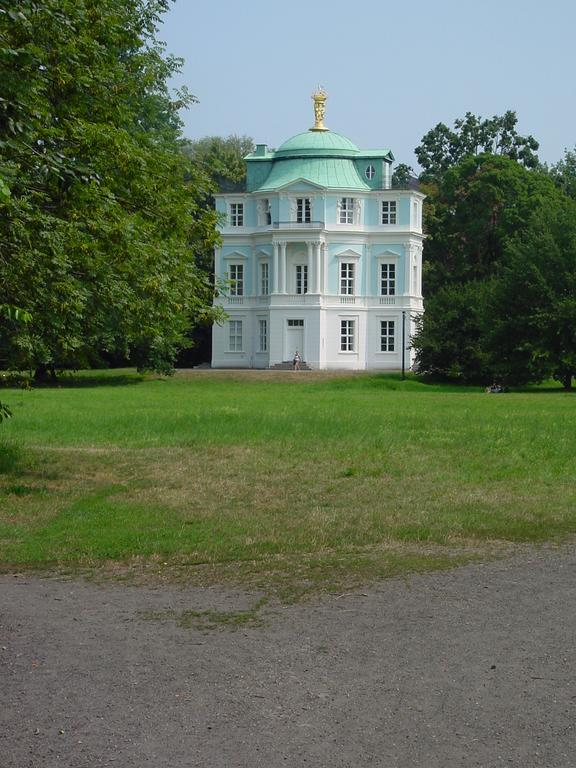
El Belvedere.

Tras los grandes destrozos de la guerra, fue sobre todo la directora de administración oeste de Berlín, Margarete Kühn, quien defendía una reconstrucción del jardín en un estilo barroco. Su principal argumento era la escasez de dichos jardines en todo el país y la inexistencia de un jardín de estas características en Berlín.
A pesar de las abundantes críticas a esta concepción poco histórica, en 2001 se llevó a cabo una restauración según estos planos, al considerar que los planos de 1950 ya forman parte del castillo y su jardín.
En el jardín se encuentran además diversas construcciones: la casita de té Belvedere, construida en 1788 por Carl Gotthard Langhans, el nuevo pabellón que se levantó en 1824-25 como villa napolitana y el mausoleo de 1810 para la reina Luisa.
En su tiempo hubo dos edificios más. La llamada casa de corcho (Korbhaus) de 1790, diseñada por Ferdinand August Friedrich Voß, y la casa de pesca de 1788, por Carl Gotthard Langhans. Ambos edificios tenían una estructura muy débil y se encontraban casi siempre en reparación. En 1849/50 se realizó la última restauración. En 1865 se demolió la casa de corcho y en 1884 la casa de pesca.
El jardín del palacio le ha servido al pueblo de Berlín para pasear, descansar y disfrutar de un entorno bellísimo. Desde 2004 existían planes de la institución de pedir entrada para poder acceder al parque. A consecuencia de ello se creó un movimiento de vecinos llamados "salvad el jardín" para impedir tales propósitos.